# Daikokuten

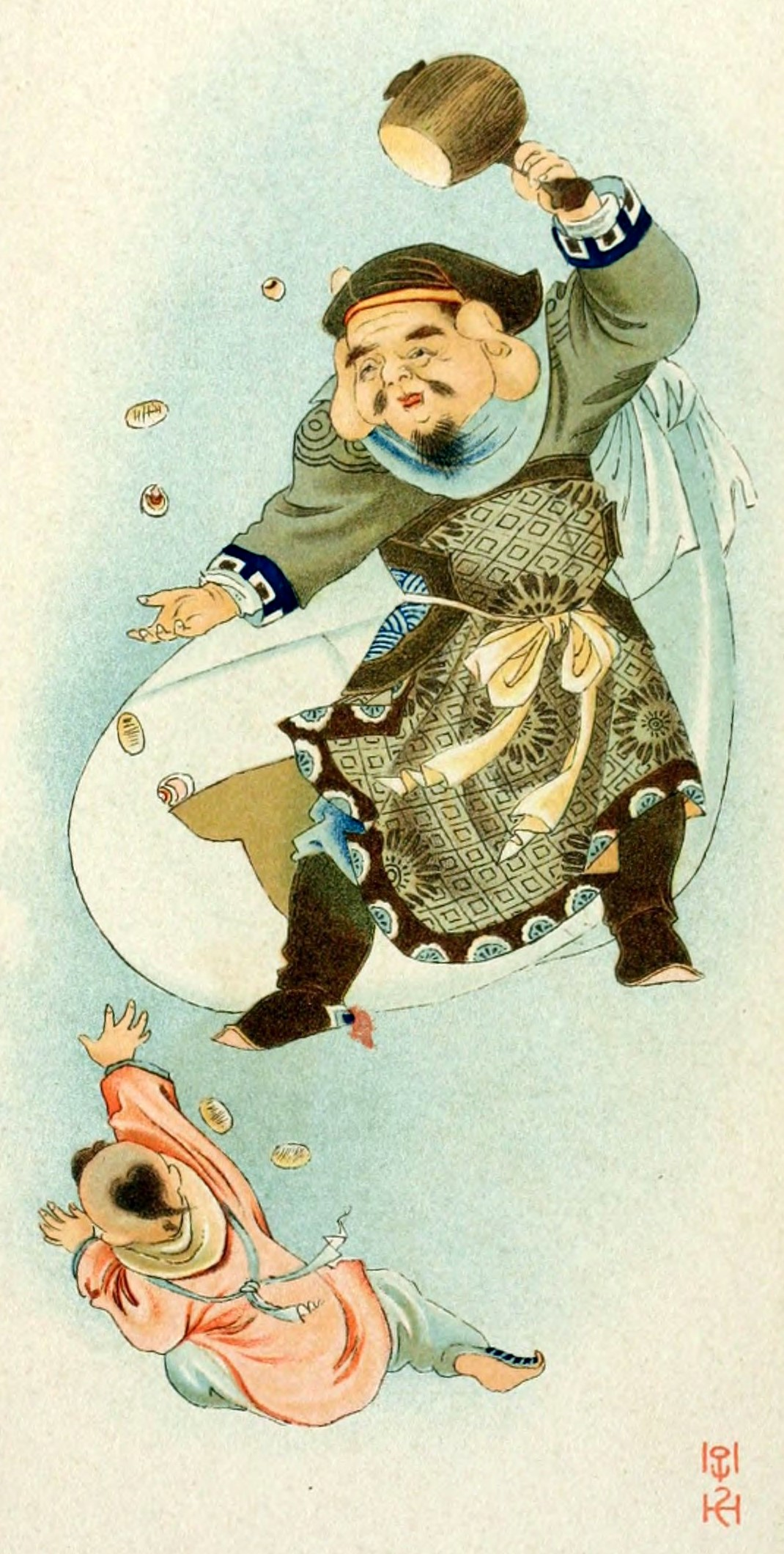
Daikokuten

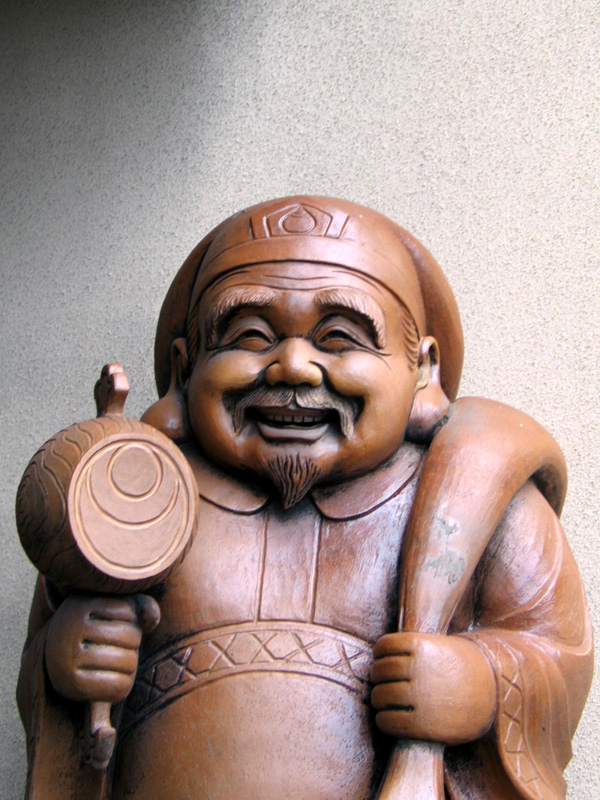
Daikoku, Dio della ricchezza

In Giappone, Daikokuten (大黒天), il dio della grande oscurità, o il dio dei cinque cereali, è una delle Sette Divinità della Fortuna (Fukujin). Daikokuten si è evoluto dalla forma buddista della divinità indiana Shiva intrecciata con il dio shintoista Ōkuninushi. Il nome è l'equivalente giapponese di Mahākāla, il nome indù di Shiva. Saicho, fondatore della setta Tendai, ha introdotto in Giappone Daikokuten quale kami tutelare della cucina; eppoi attraverso il buddismo esoterico, Daikokuten è stato trasmesso alla Cina e al Giappone, dove verrà raffigurato con una piacevole espressione facciale al posto del cipiglio tipico delle precedenti raffigurazioni.
Il dio gode di una posizione elevata come divinità domestica in Giappone. L'associazione di Daikoku con la ricchezza e la prosperità ha fatto accelerare un'usanza nota come fukunusubi, o "furto della fortuna". Questa consuetudine iniziò con la convinzione che chiunque avesse rubato figure divine fosse assicurato di buona fortuna se non colto in flagrante. Il toshi-no-ichi (mercato di fine anno) tenuto a Sensō-ji divenne la sede principale della vendita di tali immagini da parte dei cercatori di fortuna. Sono state aperte molte piccole bancarelle in cui sono stati venduti articoli che includevano immagini di Daikoku alla vigilia delle celebrazioni di Capodanno.
I giapponesi mantengono anche il simbolo di Mahakala come monogramma. I pellegrini tradizionali che scalano il santo Monte Ontake indossano tenugui (una specie di sciarpa bianca) con il suono seme di Mahakala.
Daikoku è variamente considerato il dio della ricchezza, o della famiglia, in particolare della cucina. È riconosciuto dalla sua ampia faccia, dal suo sorriso e da un cappello nero piatto. È spesso raffigurato con un martello d'oro chiamato Uchide no kozuchi, altrimenti noto come "mazzetto di fortuna", ed è visto seduto su balle di riso, con ratti nelle vicinanze che indicano cibo abbondante.
L'immagine di Daikoku è stata presentata sulla prima banconota giapponese, progettata da Edoardo Chiossone.

## La dea Daikokutennyo
Il compendio di Butsuzōzui del 1690 (ristampato ed espanso nel 1796) elenca ed illustra sei diverse manifestazioni di Daikoku, compresa la forma femminile conosciuta come Daikokunyo (大 黒 女) ("Lei della Grande Nerezza") o Daikokutennyo (大 黒 天 女) ("Lei della grande oscurità dei cieli "). Come Daikoku è la forma giapponizzata del Mahākāla maschile, Daikokutennyo è la forma giapponizzata del Mahākāli femminile.
Quando Daikoku è considerato il Daikokutennyo femminile e Kisshoutennyo è annoverato tra i sette Fukujin, tutte e tre le dee indù Tridevi sono rappresentate tra i Fukujin.